# Fiodor Łoszczenkow
Fiodor Iwanowicz Łoszczenkow (ros. Фёдор Ива́нович Ло́щенков, ur. 6 lutego 1915 we wsi Smorkaczowka w guberni smoleńskiej, zm. 2 listopada 2009 w Moskwie) – radziecki polityk, członek KC KPZR (1976-1990).

## Życiorys
W 1936 ukończył technikum mechaniczne, 1936-1938 służył w Armii Czerwonej, 1938-1943 studiował w Moskiewskim Instytucie Lotniczym, 1943 przyjęty do WKP(b). 1943-1944 inżynier-inspektor w fabryce lotniczej w obwodzie moskiewskim, 1944-1946 słuchacz Wyższej Szkoły Partyjnej przy KC WKP(b), 1946-1951 zastępca kierownika wydziału Komitetu Obwodowego WKP(b) w Nowosybirsku, zastępca sekretarza i kierownik wydziału przemysłowo-transportowego Komitetu Obwodowego WKP(b) w Nowosybirsku. 1951-1954 I sekretarz Dzierżyńskiego Komitetu Rejonowego WKP(b)/KPZR w Nowosybirsku, 1954-1955 II sekretarz, a 1955-1959 I sekretarz Komitetu Miejskiego KPZR w Nowosybirsku. 1959-1961 II sekretarz Komitetu Obwodowego KPZR w Nowosybirsku, równocześnie inspektor KC KPZR, od 17 czerwca 1961 do 23 czerwca 1986 I sekretarz Komitetu Obwodowego w Jarosławiu (od stycznia 1963 do grudnia 1964: Przemysłowego Komitetu Obwodowego KPZR w Jarosławiu), od 31 października 1961 do 24 lutego 1976 zastępca członka, a od 5 marca 1976 do 2 lipca 1990 członek KC KPZR. Od czerwca 1986 do lipca 1987 przewodniczący Państwowego Komitetu ZSRR ds. rezerw materialnych, następnie na emeryturze. Deputowany do Rady Najwyższej ZSRR od 6 do 11 kadencji.

## Odznaczenia
- Order Lenina (dwukrotnie)
- Order Czerwonego Sztandaru Pracy (trzykrotnie)
- Medal „Za zwycięstwo nad Niemcami w Wielkiej Wojnie Ojczyźnianej 1941–1945”

I medale.